# Fatal Fury: First Contact
Fatal Fury: First Contact es un videojuego de lucha lanzado por SNK en mayo de 1999 para el sistema portátil Neo Geo Pocket Color. Es parte de la serie Fatal Fury y está basado libremente en Real Bout Fatal Fury 2: The Newcomers. Posteriormente, el juego se relanzó como parte de Neo Geo Pocket Color Selection Vol. 1 en 2021.

## Jugabilidad
El juego está basado en su homólogo de arcade/consola Real Bout Fatal Fury 2: The Newcomers, y tiene sus principales características, como la posibilidad de ejecutar movimientos especiales mientras se bloquea (a.k.a. Breakshots), la ejecución de golpes de alta fuerza (a.k.a. S. Power y P. Power Moves) y el protagonismo de dos nuevos combatientes (Li Xiangfei y Rick Strowd).
Debido a las limitaciones del hardware de NGPC, algunos personajes han sido eliminados del elenco principal (así como del sistema de avión de batalla de fondo/primer plano). 
El juego tiene 13 personajes jugables. Se admite el modo multijugador para dos jugadores a través de un cable de enlace.

### Personajes
- Alfred
- Andy Bogard
- Billy Kane
- Geese Howard
- Joe Higashi
- Kim Kaphwan
- Lao[7]
- Li Xiangfei
- Mai Shiranui
- Rick Strowd
- Ryuji Yamazaki
- Terry Bogard
- Wolfgang Krauser

## Recepción
IGN declaró que First Contact era un juego de calidad y lo comparó desfavorablemente con King of Fighters R-2 o Samurai Shodown! 2. GameSpot elogió la calidad de los gráficos del título, pero de manera similar lo comparó desfavorablemente con King of Fighters R-. Hardcore Gaming 101 declaró que el título estaba "entre los mejores luchadores portátiles jamás creados". Nintendo Life calificó el puerto Switch como "accesible y encantador" y afirmó que había mejores alternativas disponibles para el sistema. Nintendo World Report elogió los gráficos pero criticó la falta de extras en comparación con los otros juegos de lucha de Neo Geo Pocket Color. Hardcore Gamer escribió que el juego "[...] se juega como un sueño todavía y mientras Los gráficos no se mantienen tan bien como los otros juegos de NGPC debido a la falta de actividad en segundo plano, pero su acción principal sí. Siliconera llamó a First Contact un "divertido luchador de bolsillo".